# Ironheart (seriál)
Ironheart je americký televizní seriál založený na stejnojmenném komiksu od společnosti Marvel Comics. V hlavní roli se objeví  Dominique Thorne, do postu režiséra byli obsazeni Sam Bailey a Angela Barnes a jako scenáristka byla obsazena Chinaka Hodge. Seriál byl podobně jako předchozí seriály z Marvel Cinematic Universe, vysílán na streamovací platformě Disney+.
Kvůli stávce organizace scenáristů Writers Guild of America a organizace herců SAG-AFTRA v roce 2023 byla výroba opožděna a premiéra o rok odsunuta. Vydání seriálu tedy bylo ohlášeno na rok 2024.Seriál bude součástí 5. fáze Marvel Cinematic Universe a bude se skládat ze šesti epizod.

## Obsazení
- Dominique Thorne jako Riri Williams / Ironheart
- Lyric Ross jako nejlepší kamarádka Riri[8]
- Anthony Ramos jako Parker Robins/The Hood

## Seznam dílů
| Č. v seriálu | Původní název                          | Český název          | Režie         | Scénář                                  | Premiéra v USA   |
| ------------ | -------------------------------------- | -------------------- | ------------- | --------------------------------------- | ---------------- |
| 1            | Take Me Home                           | Hurá domů            | Sam Bailey    | Chinaka Hodge                           | 24. června 2025  |
| 2            | Will the Real Natalie Please Stand Up? | Opravdová Natalie    | Sam Bailey    | Malarie Howard                          | 24. června 2025  |
| 3            | We in Danger, Girl                     | Jde nám o krk, holka | Sam Bailey    | Francesca Gailes a Jacqueline J. Gailes | 24. června 2025  |
| 4            | Bad Magic                              | Zlá magie            | Angela Barnes | Amir Sulaiman                           | 1. července 2025 |
| 5            | Karma's a Glitch                       | Jsi moje vada        | Angela Barnes | Cristian Martinez                       | 1. července 2025 |
| 6            | The Past Is the Past                   | Co bylo, bylo        | Angela Barnes | Chinaka Hodge                           | 1. července 2025 |